# 高塚町 (浜松市)
高塚町（たかつかちょう）は、静岡県浜松市中央区にある町。丁目のない単独町名である。住居表示未実施。

## 概要
浜松市に合併されるまでは浜名郡可美村高塚。小字は土合、三済、小田、村東、村中、村西、新並、大島、大舟などがある。高塚可美団地内の大島公園の小字の大島より。東は増楽町、西は篠原町、南は小沢渡町、北は入野町(いずれも中央区)と接している。可美地区内で唯一遠州堀江藩に属していた。
高塚という地名は、ここに住んでいた多くの人が津波にさらわれて死んでしまい、その犠牲者を現在の高塚熊野神社の位置に大きな塚を作って埋葬したことに由来する。

## 歴史
- 1910年（明治43年）3月28日 - 大字高塚を入野村から編入する。
- 1959年(昭和34年)高塚駅前に中央タクシー(中央自動車工業（株）)が開業。
- 1973年（昭和48年）8月3日 - 高塚会館落成
- 1991年（平成3年）5月1日 - 浜松市に編入される。また、合併により字名の末尾に町が付けられることとなった。
- 2007年（平成19年）4月1日 - 浜松市が政令指定都市に移行し、村域が南区となる。
- 2024年（令和6年）1月1日 - 浜松市の行政区再編により、南区全域が中央区となる。

## 世帯数と人口
2018年（平成30年）12月1日現在の世帯数と人口は以下の通りである。
| 町名   | 世帯数    | 人口    |
| ------ | --------- | ------- |
| 高塚町 | 1,852世帯 | 4,343人 |

## 小・中学校の学区
市立小・中学校に通う場合、学区は以下の通りとなる。
| 番地 | 小学校             | 中学校             |
| ---- | ------------------ | ------------------ |
| 全域 | 浜松市立可美小学校 | 浜松市立可美中学校 |

## 交通

### 道路
- 東海道(旧：国道1号、現：国道257号)
- 静岡県道326号高塚停車場入野線
- 静岡県道327号高塚停車場線
- 都市計画道路柏原上島線

### 鉄道
- CA JR東海道本線高塚駅

### バス
- 遠鉄バス12浜名線：（浜松駅 方面 - ）高塚東 - 高塚 - 高塚西（ - 馬郡車庫 方面）

　以前は佐鳴台より雄踏街道を経由し県道326号を通り国道257号へ抜ける柏原行きもあった。(朝夕上下一本のみ)

## 施設

### 町内企業
- スズキ
- エンシュウ
- クラベ
- アイゼン
- 大一工具
- スズキ化成
- 明石石油：高塚デリバリーセンター
- 三幸製作所
- 宏城工業

### 神社・寺
- 高蔵寺
- 地蔵院
- 高塚熊野神社
- 稲荷神社（高塚熊野神社敷地内）
- 福徳稲荷神社（高蔵寺敷地内）
- 稲荷神社（エンシュウ敷地内）

### 金融機関・郵便局
- 静岡労働金庫（バロー高塚店内）
- 高塚駅前郵便局

### 教育機関
- たかつか光こども園(旧たかつか光保育園)

以前は地蔵院の南側に高塚幼稚園があった。建物は昭和60年位まで存在した。

## 河川
- 高塚川(新橋1号排水路び篠原15号排水路〔西部排水路〕)

## その他

### 郵便番号
- 432-8065[3]（集配局：浜松西郵便局[8]）。

### 警察
町内の警察の管轄区域は以下の通りである。
| 番地 | 警察署       | 交番           |
| ---- | ------------ | -------------- |
| 全域 | 浜松東警察署 | 可美公園前交番 |

以前は高塚駅東側に駐在所があった。

### 市内局番
- 市内局番は主に440番台を使用する。(増楽局)